# Alberto Aggazzotti
Alberto Aggazzotti (Colombaro di Formigine, 18 luglio 1877 – Modena, aprile 1963) è stato un fisiologo italiano.

## Biografia
Laureatosi in medicina e chirurgia a Torino e conseguita la libera docenza, dal 1910 al 1923 fu direttore dei Laboratori scientifici "Angelo Mosso" sul Monte Rosa, intitolati al suo maestro. Fu professore universitario nel 1923-1924 a Catania, poi a Parma e infine dal 1924-1925 a Modena, dove resse la cattedra di fisiologia fino all'uscita dal ruolo nel 1947, venendo nominato professore emerito e ricoprendo incarichi fino al 1952. Fu preside della Facoltà di Medicina e Chirurgia dal 1935 al 1944 e, subito dopo, della Facoltà di Farmacia e presidente della Società Medico-Chirurgica dal 1937 al 1945. Socio della Reale Accademia di Scienze, Lettere e d'Arti di Modena dal 1929, ne fu presidente della sezione di scienze dal 1939 al 1945. La sua attività di ricerca fu meno intensa nel periodo modenese, per scelta di privilegiare l'insegnamento e il contatto con gli allievi.

## Studi
All'inizio del XX secolo fu tra i pionieri dello studio sulla fisiopatologia dell'uomo in alta montagna e più in generale in atmosfera rarefatta, utilizzando nella ricerca anche altri esseri viventi. Alcune di queste ricerche furono effettuate durante delle permanenze alla Capanna Margherita. Altri esperimenti furono compiuti su se stesso, simulando, dentro una campana di vetro, le condizioni minime di pressione equivalenti a quelle esistenti ad una altitudine di 14589 m. In alcuni di questi esperimenti utilizzò anche un orango.
I suoi studi sperimentali condotti nel 1914, in cui per primo descrisse le variazioni della tensione di O2 e CO2 durante lo sviluppo di embrioni di pollo in condizioni di laboratorio e ad altitudine di 3000 metri,  sono stati ricordati e confermati a 70 anni di distanza.

## Opere
- Laboratoires scientifiques A. Mosso sur le Mont Rose au Col d'Olen (alt. 3000 m.) et a la cabane Reine Marguerite (alt. 4560 m.), Impr. Vincenzo Bona, Turin 1911
- La reazione dei liquidi dell'ovo Durante lo sviluppo, Unione Tipografico-Editrice, Torino 1912
- Atti dei laboratori scientifici A. Mosso sul Monte Rosa della R. Universita di Torino, vol. III (Seguito ai Travaux du laboratoire scientifique International du Monte Rosa), Tip. V. Bona, Torino 1912
- Influence de l'air rarefie sur l'ontogenese. Note I et II, Impr. V. Bona, Turin 1913
- La respirazione cutanea in alta montagna, Tip. R. Accademia Dei Lincei, Roma 1913
- Atti dei laboratori scientifici A. Mosso sul monte Rosa, Vol. IV, Tip. V. Bona, Torino 1914
- Terapia del male degli aviatori. La Ipobaropatia, Tip. E. Voghera, Roma 1918
- Alterazioni prodotte sull'organismo da una improvvisa e fortissima variazione della pressione atmosferica Tip. E. Voghera, Roma 1918 (con Guglielmo Bilancioni)
- La glicosuria nell'uomo sottoposto a rarefazione atmosferica. Nota I, II, III, [S.l., s.n.], 1922
- Il meccanismo d'azione della insulina, [S.l., s.n.], 1925
- Influenza dei raggi Rontgen sull'equilibrio dello zucchero nel sangue, Tip. Immacolata Concezione, Modena 1925 (con R. Balli)
- Relazione sull'inchiesta antropometrica e costituzionalistica sui genitori che hanno avuto almeno 7 figli nella provincia di Modena Ist. poligrafico dello Stato, Roma 1931
- Sull'azione estrogena dell'acido benzoico di G. Bucciardi presentata dal socio A. Aggazzotti, Tip. Immacolata Concezione, Modena 1936
- Ricerche sul ferro contenuto nei tessuti del coniglio di Giulio Bucciardi presentata dal socio A. Aggazzotti, Tip. Immacolata Concezione, Modena 1936
- Modificazione al metodo di Nicloux per il dosaggio di piccole quantità di alcool nei materiali biologici, Stab. Tip. Jovene, Napoli 1937 (con Arnoldo De Niederhausern)
- Azione del dissanguamento lento sulla pressione, sul tasso glicemico e sulla reazione attuale del sangue, Societa tipografica modenese, Modena 1939